# Bettina Rühl

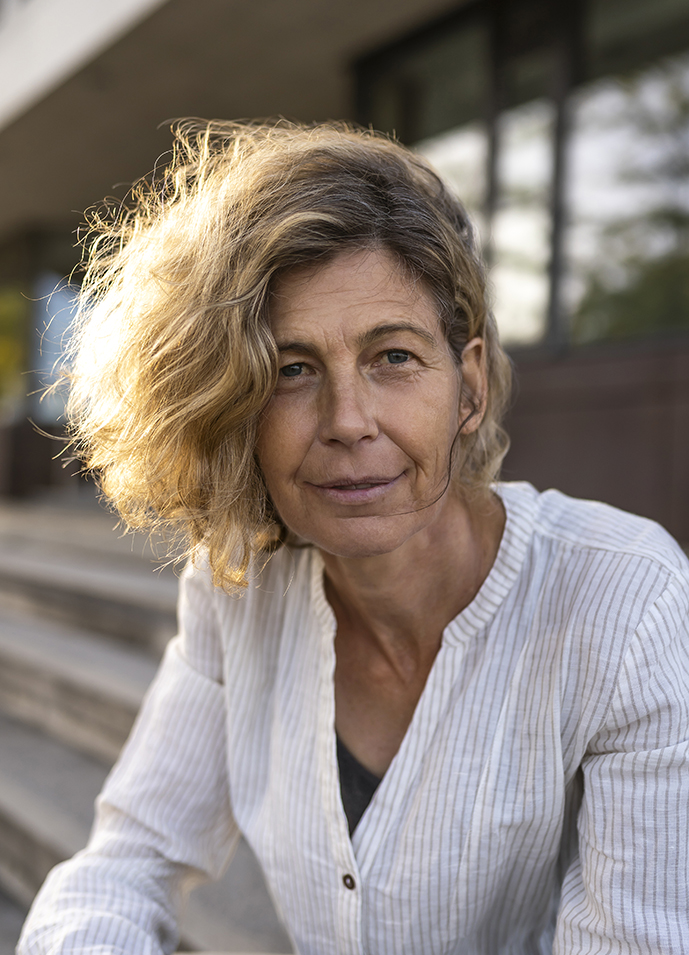
Bettina Rühl, 2020

Bettina Rühl (* 28. August 1965 in Bad Homburg vor der Höhe) ist eine deutsche Journalistin. Für ihre Radio-Features über das politische und soziale Innenleben Afrikas erhielt Rühl mehrere Hörfunkpreise. Für ihre gesamte Arbeit in Afrika erhielt sie 2020 das Bundesverdienstkreuz.

## Leben
Bettina Rühl ging auf dem Gymnasium von Büttgen bei Neuss zur Schule, studierte ab 1985 in Köln Kunstgeschichte, Geschichte und Germanistik und ab 1994 Journalistik an der Johannes Gutenberg-Universität Mainz. Bereits während des Studiums, ab 1988, begann sie mit Reisen nach Afrika und setzte von dort Berichte für mehrere ARD-Radiosender und den Deutschlandfunk ab.
1996/97 lehrte sie an der Technischen Universität Darmstadt die „Vermittlung kultureller Informationen im Hörfunk“, 1997/98 an der Universität Köln „Journalismus für Ethnologen“. 1992 verbrachte sie drei Monate in der Elfenbeinküste, 2004/05 hatte sie Lehraufträge in Mali über Hörfunkjournalistik, 2012 im Kongo im Auftrag des Evangelischen Entwicklungsdienstes über „Journalistische Ethik“ und in Kamerun über „Zivile Gesellschaft und Medienarbeit“.
Seit 1988 arbeitet Bettina Rühl als freie Journalistin. Seit April 2011 lebt sie als freie Afrika-Korrespondentin in der kenianischen Hauptstadt Nairobi. Sie schreibt für Printmedien und Hörfunksender und vertritt die Ostafrika-Hörfunkkorrespondentin der ARD in Nairobi. Rühls zentrale Inhalte sind die Situationen in zerbrechenden Staaten wie Somalia und dem Kongo, Kriegs- und Konfliktsituationen, Handelsbedingungen zwischen Nord und Süd, die illegale Migration aus Afrika nach Europa sowie Entwicklungshilfeprojekte von Migranten selbst. Interview im FPC 2021.
Bettina Rühl ist seit 2011 Mitglied des Korrespondentennetzwerkes weltreporter.net. Von 2017 bis 2021 war sie dessen Vorsitzende. 

## Auszeichnungen
- 2000: Medienpreis der Kindernothilfe für ein Hörfunk-Feature über Kindersoldaten in Sierra Leone: „Krieg der Kinder.“ WDR 5, 1999
- 2012: Medienpreis Entwicklungspolitik 2011 in der Kategorie Hörfunk, für das ARD-Radio-Feature „Die Macht der Warlords von Mogadischu“
- 2012: Preis für die Freiheit und Zukunft der Medien der Leipziger Medienstiftung.
- 2013: Reemtsma Liberty Award für das ARD-Radio-Feature „Der Anführer“
- 2015: Prix Europa: "Best European Radio Investigation of the Year" (Kategorie "Current Affairs")
- 2015: Stiftung Radio Basel, 2. Preis für „Wie Terror entsteht. Ein Feature über die Eskalation von Gewalt“ (WDR)
- 2018: Robert-Geisendörfer-Preis (Medienpreis der Evangelischen Kirche): "Robert Geisendörfer Sonderpreis 2018" für ihre Berichterstattung aus und über Afrika
- 2020: Bundesverdienstkreuz für ihre "unabhängige, überdurchschnittlich engagierte und bemerkenswerte Recherche-Arbeit in und Berichterstattung über Afrika".
- 2024 Constructive World Award zusammen mit der kenianischen Bäuerin Nancy Kemboi, Kategorie: Fundamental Survival, für das Feature: "Die Erntemacher. Wie die Ernährung in Afrika gesichert werden kann." (WDR/DLF)
- 2024 BIGSAS Journalist Award, 2. Preis für den Online-Bericht „Ed-Tech in Ghana: Mobiles Computerlabor und eine App erhöhen Chancengleichheit an Schulen“. (RiffReporter, https://www.riffreporter.de/de/international/ghana-ed-tech-bildung-technologie-chancengleichheit-computerunterricht-schulen)

## Hörfunk-Features
- Der wahre Schleier ist das Schweigen. Frauen in Marokko. SWR 1993
- Leben gegen die Angst. Frauen in Algerien. SWR 1996
- Wir sind eine verlorene Generation. Kindheit und Jugend in Algerien. SWR/WDR 1998
- Krieg gegen Bürger. Die Genfer Konventionen werden 50. SWR/WDR 1999
- Vom tödlichen Ernst des vermeintlichen Spiels. Kindersoldaten in Sierra Leone.  DLF/ORB/NDR 2000
- Mission Impossible? Krieg und Frieden im Kosovo. WDR/DLF 2000
- Zwei Welten, Zwei Zeiten. Somalische Flüchtlinge und ihre Helfer. WDR/DLF 2001
- Wir leben alle wie Vertriebene. Geschichten vom Überleben im Kongo. WDR/SWR 2001
- Somalia – Vom Überleben in einem zerbrochenen Staat. SWR/SR 2002
- Im Schatten der Vergangenheit. Frankreich und die politische Kultur in Algerien.  WDR 2002
- Der Mähdrescher Gottes. Reinhard Bonnke in Nigeria.  DLF/ORF 2003
- Treibstoff für den Krieg. Geschichten vom Öl in Nigeria. DLF/SWR 2005
- Nach dem Ende. Ortsbesuch im somalischen Belet Huen. DLF/BR/WDR 2005
- Hinter Timbuktu. Eine Spurensuche nach Al Qaida. SWR/WDR 2006
- Treibsand. Ein Spiel mit Geiseln in der Wüste. DLF 2007
- Berichte aus Mogadischu. Der unabhängige Radiosender Horn Afrika. DLF 2008
- Die schwarzen Männer und das Meer. Von afrikanischen Flüchtlingen und europäischen Fischern. SWR/DLF 2008
- Von Hühnern und Händlern. Geschichten aus der globalen Geflügelwirtschaft. BR 2009
- Aufbau Süd. Jean-Claude Kibala aus Troisdorf im Kongo. WDR 2010
- Fremde Heimat. Über die Sehnsucht nach Afrika und das Leiden an Europa. SWR 2010
- Die „saubere“ Lösung. Vom Niger und deutschen Atomkraftwerken. WDR/DLF 2010
- Die Macht der Warlords von Mogadischu. ARD Radiofeature März 2011, Redaktion WDR
- Der Anführer. ARD Radiofeature März 2012, Redaktion WDR[4]
- Dadaab – Anatomie einer Lagergesellschaft in Kenia. DLF Das Feature 10/2014
- Klimakrise in Mali: Über Bauern, Hirten und Islamisten. WDR 5 Dok 5 12/2019
- Flüchtling in Libyen: Von der Suche nach Hilfe und hilflosen Helfern. WDR 5 Dok 5 2020
- Illegale Angriffe? Deutschlands Rolle im US-Drohnenkrieg. ARD Radiofeature Oktober 2021
- Die Erntemacher. Wie die Ernährung in Afrika gesichert werden kann. WDR/DLF 10/2023
- Die Grüne Mauer. Wie der Sahel gegen die Klimakrise kämpft. 5-teilige Feature-Reihe im DLF, Juni und Juli 2024